# (5996) Julioangel
(5996) Julioangel est un astéroïde de la ceinture principale.

## Description
(5996) Julioangel est un astéroïde de la ceinture principale. Il fut découvert le 11 juillet 1983 à la station Anderson Mesa par Edward L. G. Bowell. Il présente une orbite caractérisée par un demi-grand axe de 2,56 UA, une excentricité de 0,13 et une inclinaison de 15,5° par rapport à l'écliptique.
Il est nommé d'après l'astronome Julio Ángel Fernández.

## Compléments